# الحرب في أوغندا (1986–1994)
في الفترة من 1986 إلى 1994 شنت مجموعة من الجماعات المتمردة حربا أهلية ضد الحكومة الأوغندية برئاسة يوري موسفني. وقد وقع معظم القتال في شمال وشرق البلاد بالرغم من أن المناطق الغربية والوسطى تأثرت أيضا. وكان أهم فصائل المتمردين الجيش الشعبي الديمقراطي الأوغندي، وجيش الشعب الأوغندي، وحركة الروح القدس التي يتزعمها أليس أوما، وجيش جوزيف كوني (الذي أصبح فيما بعد جيش الرب للمقاومة). فقد شنت عدة فصائل متمردة أصغر حجما وجماعات منشقة من الحركات الأكبر حملات خاصة بها؛ وكثيرا ما اشتبك المتمردون فيما بينهم. واستهدفت جميع الأطراف المتحاربة، بما فيها الحكومة، المدنيين وارتكبت انتهاكات لحقوق الإنسان. وخلال القتال الذي شمل عشرات الالاف من القوات تمكنت الحكومة الأوغندية من هزيمة أو إحتواء معظم الفصائل المتمردة تدريجيا. وقد تسببت العمليات في الشمال والشرق في دمار كبير وأسفرت عن خسائر كبيرة في صفوف المدنيين.
وبحلول عام 1994، كانت حركة الروح القدس والجيش الشعبي الديمقراطي في أوغندا قد تفككتا، وتم تقليص الجيش الشعبي الأوغندي إلى مجموعات صغيرة منشقة، كما ضعف جوزيف كوني وقواته على الأقل. بيد ان الوضع في المنطقة باسرها تحول جذريا في ذلك العام حيث تدخلت القوى الخارجية وبدأت تمويل حركات التمرد للإطاحة بموسفني. وانجذبت أوغندا بدورها إلى صراعات عبر الحدود في زائير و‌السودان. وأسفرت هذه التطورات عن عودة نشاط المتمردين إلى شمال أوغندا. وتواصل عدة مجموعات ظهرت خلال الصراع بين 1986 و1994، بما فيها جيش الرب للمقاومة الذي يتزعمه كوني، حركات التمرد حتى اليوم.

## الخلفية
فبعد إستقلالها في عام 1962، سقطت أوغندا في سلسلة من الأنظمة الاستبدادية، وعانت من أزمات اقتصادية، وشهدت العديد من الصراعات العسكرية. وفي عام 1979، أطيح بالرئيس الأوغندي عيدي أمين أثناء الحرب الأوغندية - التنزانية، وأعقب ذلك عودة الرئيس السابق ميلتون أوبوتي إلى السلطة. ونتيجة لذلك، شنت أجزاء من جيش أمين الأوغندي ومختلف الجماعات المناهضة لأوبوتي تمردات، مما أدى إلى حرب الأجمات الأوغندية المدمرة للغاية. أطاحت عناصر من جيشه، جيش التحرير الوطني الأوغندي، بأبوتي في عام 1985، مما أدى إلى تشكيل نظام بقيادة تيتو أوكيلو. على الرغم من أن القيادة العسكرية الجديدة نجحت في إقناع بعض الجماعات المتمردة بالانضمام إلى حكومة ائتلافية، إلا أن إحدى الجماعات المتمردة عارضت بشدة التسوية. وتهدف حركة المقاومة الوطنية وجناحها المسلح، التي يقودها يوري موسفني، إلى تحقيق انتصار عسكرى كامل واستغلت الفوضى عقب الإطاحة بأوبوتي للاستيلاء على مساحات كبيرة من جنوب غرب أوغندا. ويضم جيش المقاومة الوطنية عددا كبيرا من التوتسي العرقيين الذين ينتمون إلى أسر اللاجئين الروانديين. في ظل ضغوط دولية، وقعت حركة المقاومة الوطنية على «اتفاق نيروبي» وهي معاهدة سلام تم التفاوض عليها باشراف الرئيس الكيني دانيال آراب موي في 17 ديسمبر 1985.
وسرعان ما نكث جيش المقاومة الوطني بوعده، وخرق الهدنة مع حكومة أوكيلو من خلال شن العديد من العمليات الهجومية الناجحة. اعتبر الرئيس موي فشل حركة المقاومة الوطنية في التمسك بالمعاهدة إهانة شخصية، وبالتالي اثارت امتعاضا شديداً تجاه حركة المقاومة الوطنية بشكل عام وموسيفيني بشكل خاص. بعد هزيمة جيش التحرير الوطني الأوغندي وحلفائه في سلسلة من المعارك الكبرى، اقتحم جيش المقاومة الوطنية العاصمة الأوغندية كامبالا في يناير عام 1986. أعلن أن موسفني هو الرئيس الجديد للبلاد واصبح جيش المقاومة الوطنية الجيش الوطنى الجديد. ثم انهارت حكومة أوكيلو الائتلافية. وعلى الرغم من ذلك، واصل جيش التحرير الوطني الأوغندي مقاومته في شرقي وشمال أوغندا. ناشد ضباط جيش التحرير الوطني الأوغندي المدنيين في الشمال حمل السلاح والانضمام إلى قضيتهم، قائلين ان جيش المقاومة الوطنية سيقتل الجميع. وإذا لم يظهر المتطوعون، المدنيين ببساطة تم تجميعهم وتجنيدهم قسراً. وقد هزم جيش المقاومة الوطني ما تبقى من وحدات جيش التحرير الوطني الأوغندي في مارس 1986، ثم تفكك الجيش تماما. بيد أن العديد من مقاتلي جيش التحرير الوطني الأوغندي لم يستسلموا، بل أخفوا أسلحتهم. كما تراجع عدد من كبار ضباط جيش التحرير الوطني الأوغندي إلى السودان حيث أخذوا معهم الاسلحة وجنودهم لمواصلة الحرب.
بالإضافة إلى ذلك، لم يثق الكثير من الناس في شمال وشرق أوغندا في جيش المقاومة الوطنية. ارتكب جيش التحرير الوطني الأوغندي والقوات المتحالفة معه، ومعظمهم من عرقية أكولي ولانجي من الشمال، العديد من جرائم الحرب في الجنوب خلال حرب الأجمات. خشي الشماليون من أن جيش المقاومة الوطنية قد يرغب في الانتقام الوحشي من سكان الشمال. والواقع أن حركة المقاومة الوطنية وجيش المقاومة الوطنية زادا من هذه المخاوف من خلال تصريحاتهما وتقاليدهما ودعاياتهما. وكانت قيادة حركة المقاومة الوطنية/جيش المقاومة الوطني تستخدم في بعض الأحيان لغة عنصرية في ما يتعلق بخصومها في الشمال أثناء حرب الأجمات. وكان العديد من الجنوبيين، بما في ذلك أعضاء حركة المقاومة الوطنية/جيش المقاومة الوطني، يرون أن الشماليين بدائيين بل إنهم يعتبرونهم أجانب غير أوغنديين. وعلى الرغم من الإدانة الرسمية من قبل حكومة موسفني المشكلة حديثا، إلا أن إستيلاء حركة المقاومة الوطنية على السلطة أسفر عن حالات سوء معاملة وقتل الشماليين في الجنوب. وبدوره شعرت عرقية أكولي بالأسى إزاء تراجع موسفني عن إتفاق نيروبي والإطاحة بتيتو أوكيلو الذي كان أول رئيس للبلاد من عرق أكولي.